# Kafue (ville)
Kafue est une ville zambienne située dans la province de Lusaka. Sa population s'élève à 137 883 habitants en 2010.

## Source
- (en) Cet article est partiellement ou en totalité issu de l’article de Wikipédia en anglais intitulé « Kafue » (voir la liste des auteurs).